# Carl Buchberger
Carl Buchberger, auch Karl, (geboren 14. August 1887 in Österreich-Ungarn; gestorben  6. Mai 1974 in Schweden) war ein österreichischer Diplomat.

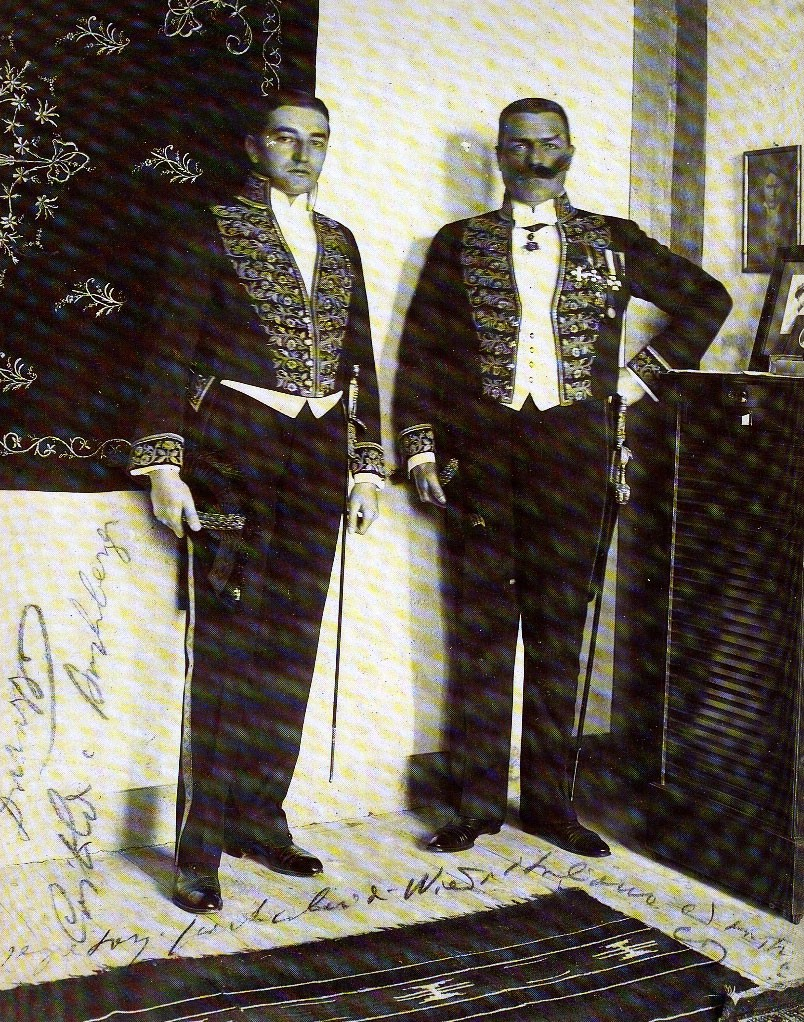
Buchberger und der italienische Diplomat Fortunato Castoldi in Durrës 1914

## Leben
Carl Buchberger trat 1911 in den Diplomatischen Dienst Österreich-Ungarns ein und wurde zunächst in Albanien als Konsularattaché beschäftigt, 1913 war er  Mitwirkender in der südalbanischen Grenzkommission und 1914 Mitglied der Kabinettskanzlei des Prinzen Wied. Anfang 1914 wechselte er an die Botschaft in Berlin und die Gesandtschaft in Den Haag. Während des Ersten Weltkriegs war er zwischenzeitlich 1916/17 als Zivilkommissar in Mitrovica im eroberten Königreich Serbien eingesetzt.
Im Jahr 1925 wurde Buchberger interimistischer und 1927 ordentlicher Geschäftsträger der Republik Österreich in Stockholm und war zuständig für Schweden, Norwegen und Finnland. Von 1933 bis 1938 war er ao. Gesandter und bevollmächtigter Minister in Ankara für die Türkei, Irak und Persien. Nach dem Anschluss Österreichs 1938 wurde er von den Nationalsozialisten entlassen und floh nach Schweden. Er engagierte sich zusammen mit Bruno Kreisky und anderen in österreichischen Exilorganisationen. Nach Kriegsende organisierte er in Schweden humanitäre Hilfsmaßnahmen für die österreichische Bevölkerung.

## Schriften (Auswahl)
- Karl Thopia[1] (Pseudonym): Das Fürstentum Albanien. Eine zeitgeschichtliche Studie. In: Ludwig von Thallóczy (Hrsg.): Illyrisch-albanische Forschungen, Band II. München: Duncker & Humblot, 1916, S. 219–289.
- Erinnerungen aus meinen albanischen Jahren 1911–1914, in: Studia Albanica, Tirana, 1973, S. 237–254 (englische Teilübersetzung)